# Atletismo nos Jogos Olímpicos de Verão de 2008 - Salto triplo masculino
As provas de salto triplo masculino dos Jogos Olímpicos de Verão de 2008 foram disputadas entre 18 e 21 de agosto no Estádio Nacional de Pequim.

## Medalhistas
| Ouro   | POR Nélson Évora   |
| Prata  | GBR Phillips Idowu |
| Bronze | BAH Leevan Sands   |

## Recordes
Antes desta competição, os recordes mundiais e olímpicos da prova eram os seguintes:
| Tipo | Atleta           | Distância | Local      | Data                 |
| ---- | ---------------- | --------- | ---------- | -------------------- |
|      | Jonathan Edwards | 18,29 m   | Gotemburgo | 7 de agosto de 1995  |
|      | Kenny Harrison   | 18,09 m   | Atlanta    | 27 de agosto de 1996 |

## Calendário
| Agosto       | Agosto | 6 | 7 | 8 | 9 | 10 | 11 | 12 | 13 | 14 | 15 | 16 | 17 | 18 | 19 | 20 | 21 | 22 | 23 | 24 |
| ------------ | ------ | - | - | - | - | -- | -- | -- | -- | -- | -- | -- | -- | -- | -- | -- | -- | -- | -- | -- |
| Salto triplo |        |   |   |   |   |    |    |    |    |    |    |    |    | Q  |    |    | F  |    |    |    |

|  | Dia de competição |  | Dia de final |

## Resultados

### Qualificatória
Os valores dos saltos para qualificação são 17,10 m (grupo A) e 16,80 m (grupo B). Esses são os resultados da etapa qualificatória:
| Grupo | Pos. | Atleta                          | 1º salto | 2º salto | 3º salto | Marca | Vento  | Obs. |
| ----- | ---- | ------------------------------- | -------- | -------- | -------- | ----- | ------ | ---- |
| A     | 1    | GBR Phillips Idowu              | 17,44    |          |          | 17,44 | (1,0)  |      |
| A     | 2    | POR Nelson Évora                | x        | 17,34    |          | 17,34 | (1,1)  | SB   |
| A     | 3    | CUB Arnie David Girat           | 17,30    |          |          | 17,30 | (0,9)  |      |
| A     | 4    | RUS Igor Spasovkhodskiy         | 16,79    | 16,85    | 17,23    | 17,23 | (0,4)  |      |
| A     | 5    | ROU Marian Oprea                | x        | 16,99    | 17,17    | 17,17 | (-0,7) |      |
| A     | 6    | BRA Jadel Gregório              | 17,15    |          |          | 17,15 | (0,4)  |      |
| A     | 7    | UKR Viktor Kuznyetsov           | 16,70    | 17,11    |          | 17,11 | (0,1)  |      |
| A     | 8    | CUB Alexis Copello              | 17,09    | 16,92    | x        | 17,09 | (0,6)  |      |
| A     | 9    | SVK Dmitrij Valukevic           | x        | 16,86    | 17,08    | 17,08 | (0,5)  |      |
| A     | 10   | KOR Deokhyeon Kim               | 16,68    | 14,68    | 16,88    | 16,88 | (0,4)  |      |
| A     | 11   | USA Rafeeq Curry                | x        | 16,23    | 16,88    | 16,88 | (0,4)  |      |
| A     | 12   | ITA Fabrizio Donato             | 16,10    | x        | 16,70    | 16,70 | (0,1)  |      |
| A     | 13   | USA Kenta Bell                  | 16,55    | x        | 16,17    | 16,55 | (0,9)  |      |
| A     | 14   | BLR Dzmitry Platnitski          | 16,51    | x        | x        | 16,51 | (0,1)  |      |
| A     | 15   | BRA Jefferson Sabino            | 16,12    | 16,45    | x        | 16,45 | (1,0)  |      |
| A     | 16   | KAZ Roman Valiyev               | x        | 16,20    | 15,93    | 16,20 | (0,6)  |      |
| A     | 17   | QAT Ibrahim Mohamdein Aboubaker | 16,03    | 16,02    | 15,90    | 16,03 | (0,4)  |      |
| A     | 18   | CHN Minwei Zhong                | 15,59    | x        | 14,91    | 15,59 | (0,4)  |      |
| A     | 19   | MKD Redzhep Selman              | 14,98    | 15,29    | 15,28    | 15,29 | (1,6)  |      |
| B     | 1    | CHN Li Yanxi                    | 16,93    | 16,83    | 17,30    | 17,30 | (0,6)  | PB   |
| B     | 2    | BAH Leevan Sands                | 17,25    |          |          | 17,25 | (0,5)  |      |
| B     | 3    | GBR Onochie Achike              | x        | 17,18    |          | 17,18 | (1,1)  |      |
| B     | 4    | CUB Héctor Dairo Fuentes        | 16,73    | 16,42    | 17,14    | 17,14 | (1,1)  |      |
| B     | 5    | BUL Momchil Karailiev           | 17,06    | 17,12    |          | 17,12 | (0,6)  |      |
| B     | 6    | GRN Randy Lewis                 | x        | 17,06    | x        | 17,06 | (0,6)  |      |
| B     | 7    | UKR Mykola Savolaynen           | 17,00    | 16,55    | 16,29    | 17,00 | (0,9)  | SB   |
| B     | 8    | RUS Aleksandr Petrenko          | 16,84    | 16,97    | 16,74    | 16,97 | (1,1)  |      |
| B     | 9    | GBR Nathan Douglas              | 16,45    | 16,68    | 16,72    | 16,72 | (0,1)  |      |
| B     | 10   | RUS Danil Burkenya              | 16,44    | 16,69    | 15,65    | 16,69 | (1,0)  |      |
| B     | 11   | GRE Dimítrios Tsiámis           | 16,37    | 16,65    | 16,48    | 16,65 | (1,0)  |      |
| B     | 12   | MDA Vladimir Letnicov           | 16,62    | x        | x        | 16,62 | (0,5)  |      |
| B     | 13   | UKR Viktor Iastrebov            | x        | x        | 16,52    | 16,52 | (0,4)  |      |
| B     | 14   | FRA Colomba Fofana              | 16,42    | 15,47    | x        | 16,42 | (1,2)  |      |
| B     | 15   | CMR Hugo Mamba-Schlick          | 16,01    | 14,98    | x        | 16,01 | (0,3)  |      |
| B     | 16   | USA Aarik Wilson                | x        | 15,51    | 15,97    | 15,97 | (0,9)  |      |
| B     | 17   | CHN Junjie Gu                   | 15,94    | 15,87    | x        | 15,94 | (1,0)  |      |
| B     | 18   | IND Renjith Maheshwary          | 15,77    | x        | 15,51    | 15,77 | (0,5)  |      |
| B     |      | MAR Tarik Bouguetaïb            | x        | x        | -        | NM    |        |      |
| B     |      | SEN Ndiss Kaba Badji            | x        | x        | x        | NM    |        |      |

### Final
Esses são os resultados da final:
| Pos.              | Atleta                   | 1º salto | 2º salto | 3º salto | 4º salto | 5º salto | 6º salto | Marca | Vento | Obs. |
| ----------------- | ------------------------ | -------- | -------- | -------- | -------- | -------- | -------- | ----- | ----- | ---- |
| Medalha de ouro   | POR Nelson Évora         | 17,31    | 17,56    | x        | 17,67    | 17,24    | 16,52    | 17,67 | 1,1   | SB   |
| Medalha de prata  | GBR Phillips Idowu       | 17,51    | 17,31    | 17,62    | x        | 17,26    | 16,41    | 17,62 | 0,9   | SB   |
| Medalha de bronze | BAH Leevan Sands         | 16,91    | 16,55    | 17,59    | 17,26    | 17,32    | x        | 17,59 | 0,9   | NR   |
| 4                 | CUB Arnie David Girat    | 17,27    | 17,52    | 17,24    | 17,48    | x        | 17,08    | 17,52 | 0,2   | PB   |
| 5                 | ROU Marian Oprea         | 17,22    | x        | x        | x        | x        | 16,69    | 17,22 | (0,2) |      |
| 6                 | BRA Jadel Gregório       | 17,14    | 16,55    | 13,79    | 16,83    | 16,78    | 17,20    | 17,20 | 0,2   |      |
| 7                 | GBR Onochie Achike       | 16,74    | x        | 17,17    | x        | 17,04    | x        | 17,17 | (0,2) |      |
| 8                 | UKR Viktor Kuznyetsov    | 16,71    | 16,87    | x        | 16,81    | 16,48    | x        | 16,87 | (0,3) |      |
| 9                 | RUS Igor Spasovkhodskiy  | 16,79    | 16,37    | 15,63    |          |          |          | 16,79 | (0,6) |      |
| 10                | CHN Li Yanxi             | 15,93    | 16,35    | 16,77    |          |          |          | 16,77 | 1,2   |      |
| 11                | BUL Momchil Karailiev    | 16,48    | 16,39    | 16,38    |          |          |          | 16,48 | (0,2) |      |
| 12                | CUB Héctor Dairo Fuentes | 15,92    | x        | 16,28    |          |          |          | 16,28 | (0,6) |      |

Legenda
| Recorde mundial      | Recorde mundial (World record)               |                       | Recorde africano                      | Recorde africano (African) |                                           | Q | Classificado por posição (Qualified) |
| Recorde olímpico     | Recorde olímpico (Olympic record)            | Recorde da América    | Recorde da América (Americas)         | q                          | Classificado por melhor tempo (Qualified) |   |                                      |
| Melhor marca do ano  | Melhor marca do ano (World leading)          | Recorde asiático      | Recorde asiático (Asian)              | DNS                        | Não largou (Did not start)                |   |                                      |
| Recorde nacional     | Recorde nacional (National record)           | Recorde europeu       | Recorde europeu (European)            | DNF                        | Não terminou (Did not finish)             |   |                                      |
| Recorde pessoal      | Recorde pessoal do atleta (Personal best)    | Recorde da Oceania    | Recorde da Oceania (Oceania)          | DSQ / DQ                   | Desclassificado (Disqualified)            |   |                                      |
| Recorde da temporada | Recorde da temporada do atleta (Season best) | Recorde sul-americano | Recorde sul-americano (South America) | NM                         | Sem marca (No mark)                       |   |                                      |